# Рагби 7
Рагби седам (енгл. rugby sevens) је динамичнија варијанта рагби јуниона (рагби 15), са по 7 рагбиста у једној екипи. Рагби седам је олимпијски спорт. Рагби седам је спорт који је настао у Шкотској 1883. Правила рагбија 7 су слична правилима рагбија 15, али има и неких разлика. У рагбију 7 екипа поред 7 рагбиста у стартној постави, има и 5 резервних играча. Пауза између два полувремена траје 1 минут. Претварање се изводи дроп киком у рагбију 7, играч нема право као у рагбију 15 да користи чуњ. Рагби седам се игра на терену, који има исте димензије као и онај за рагби 15. Утакмица у рагбију 7 траје 14 минута, два полувремена по 7 минута. Позиције у рагбију 7 су: Леви стуб, талонер, десни стуб, деми, отварач, центар и крило. Најзначајнија такмичења у рагбију седам су светско првенство у рагбију седам, европско првенство у рагбију седам и светска серија рагбија седам.

## Преглед
Рагби седам је санкционисан од стране Светског рагбија и игра се по сличним законима (са изузецима наведеним у наставку) и на терену истих димензија као и игра са 15 играча. Док обичан меч рагби уније траје најмање 80 минута, нормалан меч рагбија седам састоји се од два полувремена по седам минута са паузом од два минута. Раније је финале такмичења могло да се игра у два полувремена од по десет минута, али почевши од 2017. године, мечеви финалног кола су били ограничени на полувремена од седам минута (искључујући нерешене утакмице) у настојању да се смање повреде. Резултати рагбија седам су генерално упоредиви са редовним резултатима у рагбију, али се голови постижу много чешће у рагбију седам, пошто су дефанзивци више размакнути. Систем бодовања је исти као и регуларни рагби, односно пет поена за покушај, три поена за пенал или испадање и два поена за конверзију после покушаја.

## Правила
Рагби седам се игра на стандардном пољу за игру рагби уније. Поље је дугачко до 100 m (330 ft) и 70 m (230 ft) широко. На свакој гол-линији су стубови у облику слова Н. Стативе су на гол-линији. Ово се разликује од америчког фудбала у којем су стативе иза гол-линије.

### Варијације закона игре
Постоји неколико варијација у законима који се примењују на рагби седам, првенствено да би се убрзала игра и да би се узео у обзир смањен број играча. Главне промене се могу сажети на следећи начин:
- 7 играча по тиму на терену (уместо 15).
- Пет замена, са пет размена (уместо 8).
- Полувремена од седам минута (уместо полувремена од 40 минута, у 15-ак минута).
- Највише два минута полувремена (уместо десет минута).
- Утакмице извучене након регулисања настављају се у продужетке за златни поен, у више периода од 5 минута.
- Сви покушаји конверзије морају бити прекинути (уместо да се има опцију места ударања).
- Конверзије се морају извршити у року од 30 секунди од покушаја (уместо 90 секунди). Пре 2016. ограничење је било 40 секунди.
- Скрумови три играча (уместо осам играча).
- Почетни ударци: у рагбију седам почиње екипа која је управо дала гол, а не екипа која је примила
- Жути картони носе 2 минута суспензије (уместо 10 минута) за прекршиоца.
- Судије брзо одлучују о предности (где једна игра обично завршава предност, за разлику од рагбија петнаест).
- На великим такмичењима, присутни су додатни званичници (судије у додиру са голом) да процене успех удараца на голове, што значи да се игра не одлаже чекајући да се додирне судије пребаце у позицију да суде покушаје конверзије.

## Главни турнири

### Светска серија рагбија седам
Светска серија се одржава сваке сезоне од инаугурационе сезоне 1999–2000. Сваке сезоне одржава од седам до једанаест турнира рагбија седам, од око октобра до краја јуна. На већини турнира се такмичи 16 тимова – углавном „основни тимови“ који учествују у сваком догађају, али и неки тимови који освајају право да учествују у одабраним догађајима.
Нови Зеланд је био доминантна снага у рагбију седам, победивши у 13 од 23 сезоне, укључујући првих шест сезона од 1999–2000 до 2004–05. Последњих година, међутим, неколико других тимова оспорило је доминацију Новог Зеланда. Фиџи је освојио серију 2005–06 и поново у 2014–15 и 2015–16; Јужна Африка је победила 2008–09 и 2016–17; а Самоа је полагала право на круну 2009–10. Остали јаки кандидати су Енглеска и Аустралија, од којих је сваки имао неколико места у прва четири у последњих неколико сезона. На Лондонском такмичењу 2015. Сједињене Државе су освојиле свој први турнир у Светској серији.

### Летње олимпијске игре
Међународни олимпијски комитет је 2009. године изгласао да се рагби седам укључи у програм за Олимпијске игре 2016. у Рио де Жанеиру, Бразил. Постојала су два отворена места за спортове и првобитно је седам спортова почело да се надмеће за укључивање у програм за 2016. годину. Догађај је дебитовао у олимпијском програму на Летњим олимпијским играма младих 2014.
Два питања у вези са разликама између структура рагби савеза и Олимпијских игара решена су усаглашена пре Олимпијских игара 2016. Питање комбинованог британског тима показало се мањим проблемом у рагби јунији. Извршни директор Светског рагбија Мајк Милер подржао је концепт комбинованог британског тима рагбија седам 2011. за Олимпијске игре 2016. и даље. Друго питање је статус Северне Ирске. Светски рагби признаје Ирски рагби фудбалски савез као управно тело овог спорта за цело острво Ирска. Насупрот томе, Међународни олимпијски комитет признаје Британску олимпијску асоцијацију као управно тело олимпијског тима Уједињеног Краљевства, док Олимпијски савет Ирске обично поставља тимове који представљају целу Ирску у спортовима који су организовани на бази целе Ирске. Северноирски играчи рагбија седам играју за ирски тим.
У мушкој конкуренцији Фиџи је освојио златну медаљу у дебију на Олимпијским играма, а Велика Британија је освојила сребро, и Јужна Африка бронзу. Златну медаљу за жене освојила је Аустралија, при чему је Нови Зеланд освојио сребро, а Канада бронзу.

### Светско првенство рагбија седам
Светско првенство у рагбију седам одржава се сваке четири године и премијерни је међународни турнир у рагбију седам ван Олимпијских игара. Први турнир одржан је на Марифилду 1993. године, а Енглеска је постала први тим који је победио на том турниру. Најуспешнији су Фиџи и Нови Зеланд, Фиџи је освојио два светска првенства, а Нови Зеланд три светска првенства. У мушкој конкуренцији тимови се такмиче за Мелроуз куп, а у женској конкуренцији, која је покренута 2009. године, тимови се такмиче за женски трофеј Светског купа у рагбију.
Почевши од издања 2018, које је одржано у Сан Франциску, Сједињене Америчке Државе, Светско првенство рагбија седам одржава се средином летњег олимпијског циклуса, две године након сваких Олимпијских игара. Као део настојања да се рагби седам укључи као олимпијски спорт, Светски рагби је предложио да се Светско првенство у потпуности оконча како би се осигурало да олимпијски догађај има највећи престиж. Међутим, након повратних информација, Светски рагби и МОК су препознали корист од задржавања типично много већег догађаја Светског купа (24 тима), који је временски усклађен са модернијим олимпијским турниром (12 до 16 тимова).

### Панамеричке игре
Рагби седам за мушкарце на Панамеричким играма одржава се сваке четири године од Панамеричких игара 2011. године, при чему су се Канада, Аргентина и Сједињене Државе сваки пут пласирале за медаље. Женски рагби седам је касније додат у програм за Панамеричке игре 2015. године.